# Черри, Марк
Марк Черри (англ. Marc Cherry; род. 23 марта 1962, Лонг-Бич, Калифорния, США) — американский сценарист и продюсер, наиболее известный как создатель сериалов «Отчаянные домохозяйки», «Коварные горничные» и «Почему женщины убивают».

## Ранние годы и личная жизнь
Марк Черри родился 23 марта 1962 года в Лонг-Биче. Там он окончил школу и продолжил учёбу в Калифорнийском университете в Фуллертоне. Черри — открытый гомосексуал.

## Карьера
Карьеру в Голливуде Черри начал как личный ассистент актрисы Дикси Картер. В 1990 году Марк Черри стал сценаристом популярного сериала «Золотые девочки», а затем и его спин-оффа «Золотой дворец». Позже Черри работает над недолговечными ситкомами «5 миссис Бьюкенен», «Команда» и «Некоторые из моих лучших друзей».
В 2002 году у Черри появилась идея создать сериал о жизни четырёх женщин из элитного пригорода и проблемах, с которыми они сталкиваются. В течение следующих двух лет от проекта отказались HBO, FOX, CBS, NBC, Showtime и Lifetime Television. Наконец, в 2004 году проектом заинтересовывается канал ABC. «Отчаянные домохозяйки» становятся одним из главных хитов сезона, получают положительные отзывы критиков и зрителей и надолго завоёвывают место в эфире. Черри работает над многими эпизодами в качестве одного из сценаристов и продюсеров.
После окончания сериала в 2012 году начал работу над новым проектом «Коварные горничные», который выходил в эфир с 2013 по 2016 год. Кроме того Черри появился в роли самого себя в эпизоде «Праведные братья» сериала «Замедленное развитие», который был создан другим сценаристом «Золотых девочек» Митчеллом Гурвицем. В 2014 и 2016 годах Черри был судьей и наставником «Академии песни», летнего интенсивного курса для старшеклассников, проводимого Great American Songbook Foundation. 24 сентября 2018 года было объявлено, что CBS All Access запускает производство сериала «Почему женщины убивают» по идее Черри. Два сезона этого шоу вышли в 2019 и 2021 годах.

## Работы
- Золотые девочки (The Golden Girls, 1990—1992) — сценарист, продюсер
- Золотой дворец (The Golden Palace, 1992—1993) — сценарист, продюсер
- 5 миссис Бьюкенен (The 5 Mrs. Buchanans, 1994—1995) — автор идеи, сценарист, продюсер
- Команда (The Crew, 1995—1996) — автор идеи, сценарист, продюсер
- Некоторые из моих лучших друзей (Some of My Best Friends, 2001) — автор идеи, сценарист, продюсер
- Отчаянные домохозяйки (Desperate Housewives, 2004—2012) — автор идеи, сценарист, продюсер
- Коварные горничные (Devious Maids, 2013—2016) — автор идеи, сценарист, продюсер
- Почему женщины убивают (Why Women Kill, 2019—2021) — автор идеи, сценарист, продюсер

## Награды и номинации
| Год  | Премия         | Номинация                           | Работа                | Итог      |
| ---- | -------------- | ----------------------------------- | --------------------- | --------- |
| 2005 | Эмми           | Лучший комедийный сериал            | Отчаянные домохозяйки | Номинация |
| 2005 | Эмми           | Лучший сценарий комедийного сериала | Отчаянные домохозяйки | Номинация |
| 2005 | Золотой глобус | Лучший комедийный сериал            | Отчаянные домохозяйки | Победа    |
| 2006 | Золотой глобус | Лучший комедийный сериал            | Отчаянные домохозяйки | Победа    |
| 2007 | Золотой глобус | Лучший комедийный сериал            | Отчаянные домохозяйки | Номинация |